# Sabri Hmede
Sabri Hmede (arab. صبري حماده, ur. 1902, zm. 1976) – libański polityk, pięciokrotny przewodniczący Zgromadzenia Narodowego Libanu (1943–1946, 1947–1951, 1959–1964, 1964–1968, 1968–1970).